# Heinz Josef Algermissen
Heinz Josef Algermissen, né le 19 février 1943 à Hermeskeil, est un ecclésiastique allemand, évêque émérite de Fulda depuis 2018.

## Biographie
Heinz Josef Algermissen étudie à partir de 1963 la philosophie et la théologie à l'université de Fribourg-en-Brisgau, puis la théologie à la faculté de Paderborn. Il est ordonné diacre en 1968, puis prêtre le 19 juillet 1969, des mains du cardinal Jaeger (1892-1975), en la cathédrale Saint-Liboire de Paderborn.
Il est nommé évêque titulaire de Labicum (de) et évêque auxiliaire de Paderborn le 23 juillet 1996. Il est sacré évêque le 21 septembre suivant par Johannes Joachim Degenhardt et nommé vicaire épiscopal pour les congrégations et les ordres du diocèse. Il est à la tête du chapitre de la cathédrale.
Il est nommé évêque de Fulda par Jean-Paul II le 20 juin 2001. Son installation à la cathédrale Saint-Sauveur a lieu le 23 septembre suivant.
Algermissen est président de la section allemande de Pax Christi depuis 2002, président de la commission œcuménique et de la sous-commission sur la question du judaïsme de la Conférence épiscopale allemande, et membre de la commission liturgique. Il est également membre de la société d'étudiants Guestfalo-Silesia et de la société d'étudiants Wildestein de Fribourg-en-Brisgau et de celle d' Adolphiana de Fulda.
Ayant atteint la limite d'âge de 75 ans fixé par le droit canonique le 19 février 2018, il présente sa démission au pape qui l'accepte le 5 juin suivant. 
Algermissen est chevalier de l'ordre équestre du Saint-Sépulcre de Jérusalem et membre du conseil du Forum Deutscher Katholiken.

## Œuvres
- Begegnungen. Mit ehemaligen Zwangsarbeiterinnen, Ratisbonne, 2003.
- Dem Wort auf der Spur, Fulda 2003.
- Morgenstern in finst'rer Nacht, Fribourg-en-Brisgau, 2005.
- Wortschätze, Fulda, 2009.